# Dimos Lykovrysi-Pefki
Dimos Lykovrysi-Pefki (Lykovrysi-Pefki) är en kommun i Grekland.   Den ligger i prefekturen Nomarchía Athínas och regionen Attika, i den sydöstra delen av landet, 11 km nordost om huvudstaden Aten. Antalet invånare är 31 002. Arean är 3,7 kvadratkilometer.
Terrängen i Dimos Lykovrysi-Pefki är platt.